# 利馬的羅撒
利馬的羅撒（Rosa Limana），道明會第三會會士（生於Isabel Flores de Oliva；1586年4月20日 – 1617年8月24日），是西班牙帝國 秘魯 利馬 的道明會第三會成員。她以其嚴厲的補贖生活以及透過個人努力照顧城中貧困者而聞名。
利馬的羅撒出身貴族家庭，是刺繡、園藝和花卉種植的主保聖人。她是美洲出生者中第一位被冊封為聖人的人。
作為聖人，利馬的羅撒與普登奎納（Pudentiana）一同被指定為菲律賓的共同主保聖人；兩位聖人於1942年9月被教宗庇護十二世降為二級主保，但羅撒仍然是秘魯以及拉丁美洲本地人民的主要主保聖人。她的肖像曾被印在秘魯最高面額的鈔票上。

## 生平

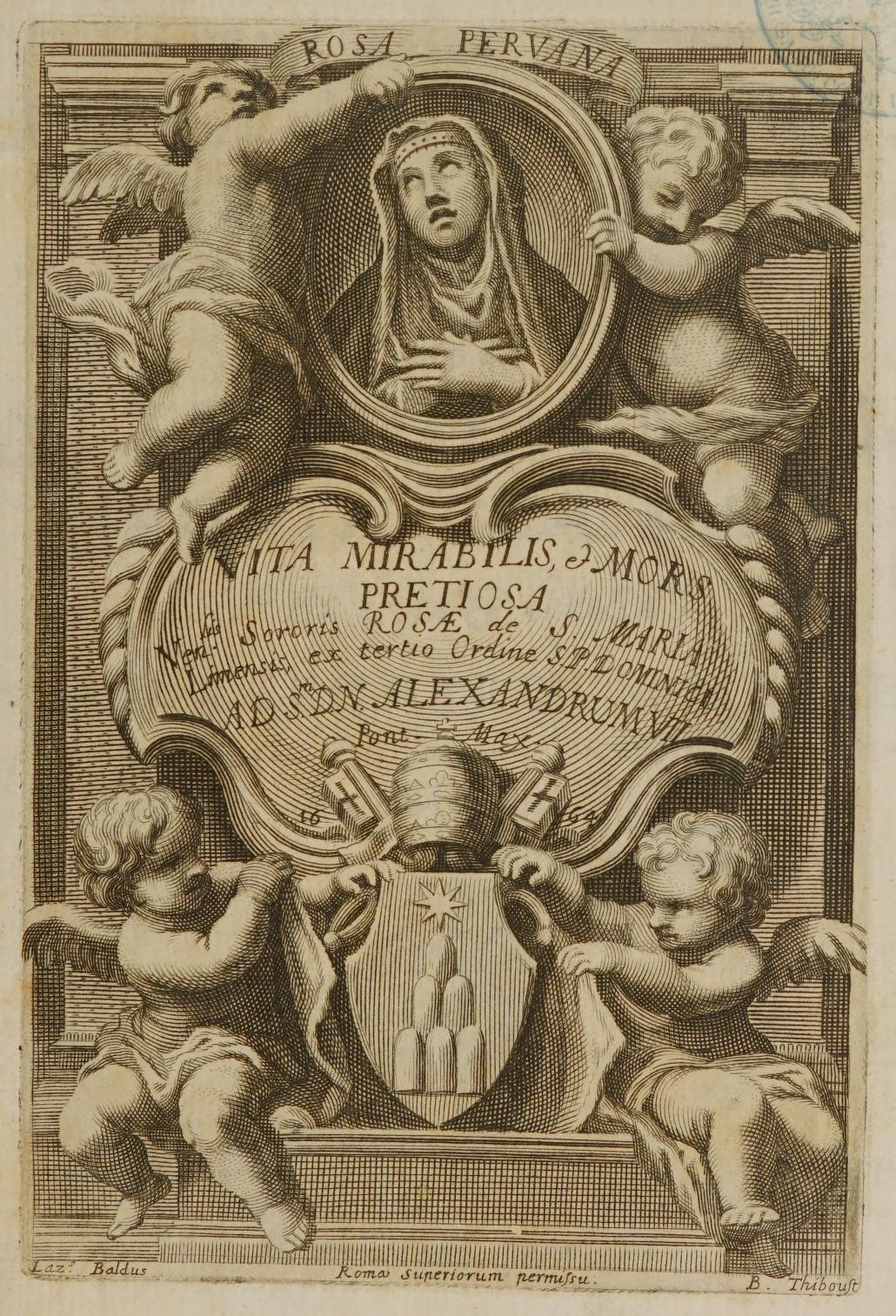
利奧納德·漢森 (Leonhard Hansen) 所著《奇妙的生命》(Vita Mirabilis) 的卷首插畫 (來源：約翰·霍普金斯大學謝里登圖書館圖書中的女性藏品)

她於1586年4月20日出生在利馬市，當時該地屬於西班牙帝國的秘魯總督轄區，原名Isabel Flores de Oliva。她是加斯帕爾·弗洛雷斯十一個孩子中的一個。加斯帕爾是帝國西班牙軍隊的火繩槍手，其家族來自西班牙卡塞雷斯省巴尼奧斯德蒙特馬約爾，後來移居到波多黎各。 他的妻子，也就是羅撒的母親瑪麗亞·德·奧利瓦·埃雷拉（María de Oliva y Herrera，生於1560年），是一位出生於利馬的克里奧爾人（criolla）。 她的外祖父母是弗朗西斯科·德·奧利瓦（Francisco de Oliva）和伊莎貝爾·德·埃雷拉（Isabel de Herrera）。羅撒的兄弟姐妹（按出生順序）為加斯帕爾（Gaspar）、貝爾納迪娜（Bernardina）、埃爾南多（Hernando）、弗朗西斯科（Francisco）、胡安娜（Juana）、安東尼奧（Antonio）、安德烈斯（Andrés）、弗朗西斯科（Francisco）和哈辛塔（Jacinta），全部出生於利馬。

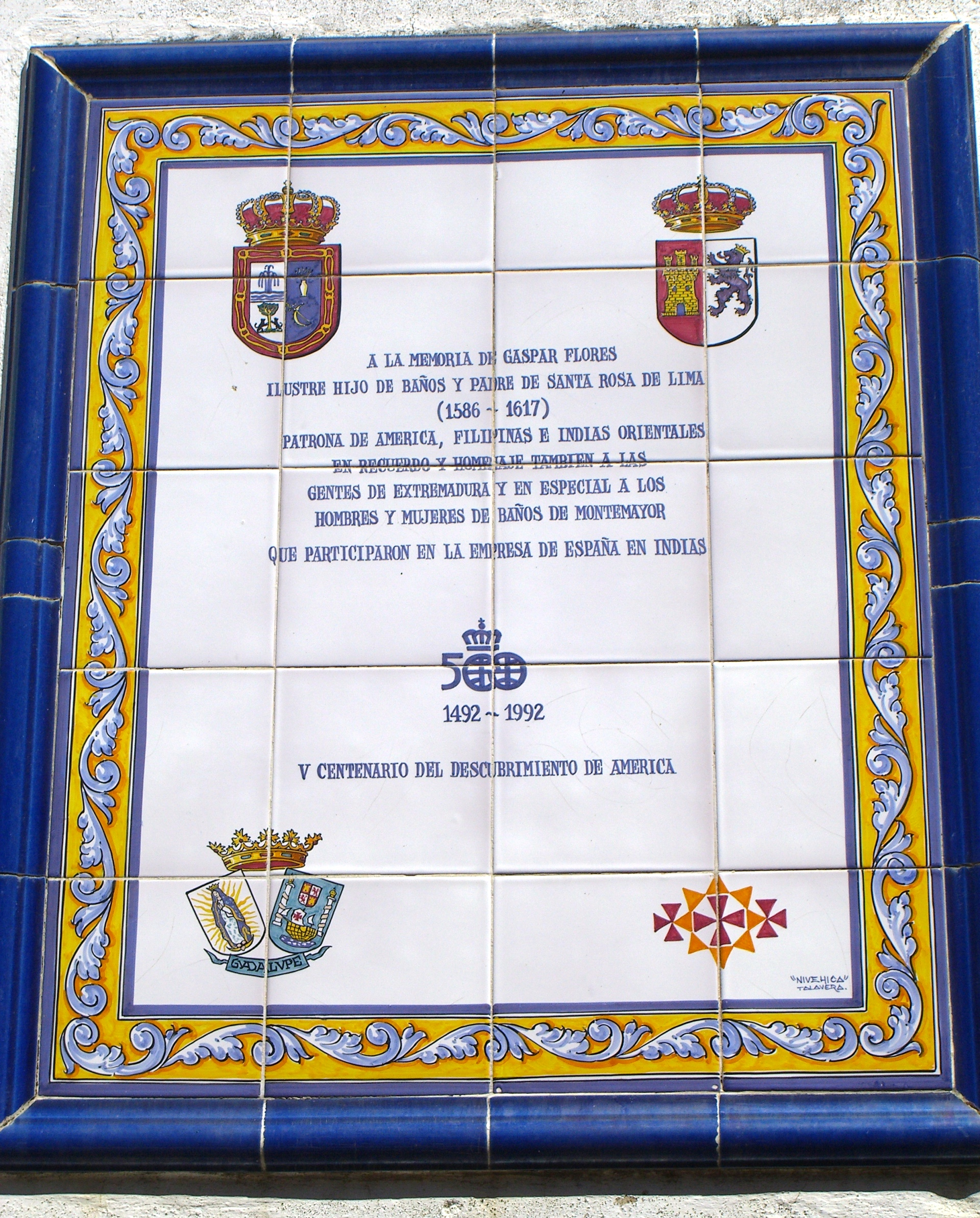
位於西班牙巴尼奧斯德蒙特馬約爾的牌匾，紀念利馬的聖羅撒之父加斯帕爾·弗洛雷斯。

她後來的暱稱「羅撒」（Rose，西班牙語為Rosa）源於她嬰兒時期的一件事：一位僕人聲稱看到她的臉變成了一朵玫瑰。1597年，伊莎貝爾由利馬總主教、同樣將被宣布為聖人的托里比奧·德·莫格羅韋霍（Toribio de Mogrovejo）施行堅振聖事。那時她正式取名為羅撒。
年輕時，她效法著名的道明會第三會會士雪納的加大利納，開始每週禁食三次，並秘密地進行嚴厲的補贖。當她的美貌受到稱讚時，羅撒剪掉了自己的頭髮，並在臉上塗抹胡椒，因為她不希望男性注意到她。 她拒絕了所有求婚者，不顧朋友和家人的反對。儘管父母責備，她仍花費許多時間默觀聖體，並每日領受聖體——這在當時是極為罕見的做法。她決心立下守貞的誓願，但這遭到了希望她結婚的父母的反對。 最後，出於無奈，她的父親在家中給了她一個屬於自己的房間。

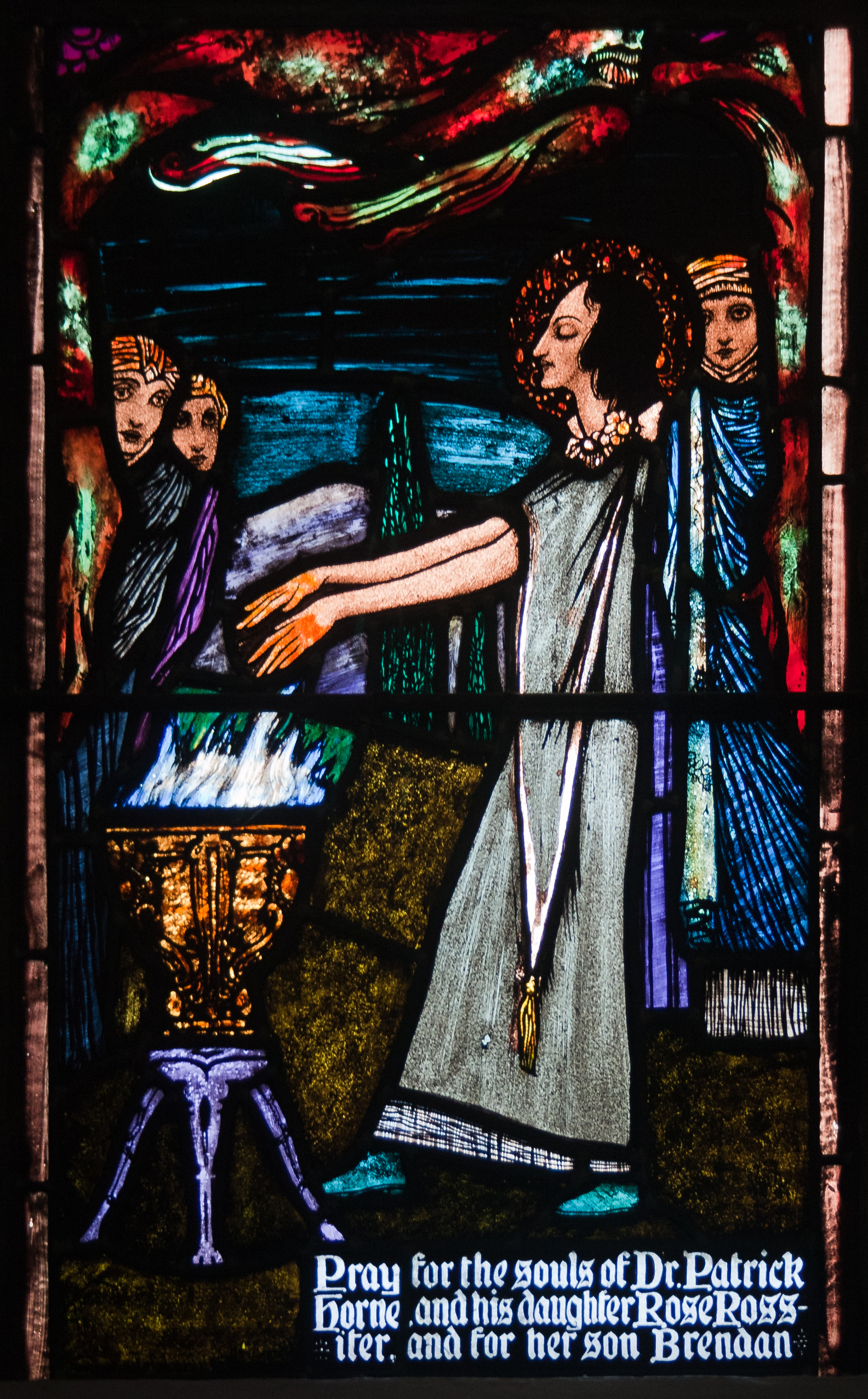
由哈里·克拉克 (Harry Clarke) 設計的彩色玻璃窗，位於愛爾蘭巴利納斯洛的聖米迦勒教堂，描繪聖羅撒以焚燒雙手作為補贖行為。

除了禁食，她還永久戒食肉類。她幫助社區周圍的病人和飢餓者，將他們帶到自己的房間並照顧他們。羅撒出售她精美的刺繡品，並將自己種植的花朵帶到市場上販賣，以幫助家計。她製作和銷售蕾絲及刺繡品來照顧窮人，並在她自己建造的一個小洞穴裡祈禱和進行補贖。除此之外，她成了一位隱修者，只在去教堂時才離開自己的房間。
她引起了道明會修士們的注意。她想成為一名修女，但父親禁止，於是她轉而加入了道明會第三會，同時仍住在父母家中。二十歲時，她穿上了第三會的會衣，並立下了永守貞潔的誓願。她每晚最多只讓自己睡兩個小時，以便有更多時間用於祈禱。 她戴上一個沉重的銀製頭冠，內側有小刺，以效法耶穌所戴的荊棘冠冕。
她以這種方式生活了十一年，期間伴有神魂超拔的狀態，最終在長期患病後，於1617年8月24日去世，年僅31歲。據說她預言了自己的死亡日期。她的葬禮在主教座堂舉行，利馬所有公共機關的官員都出席了。她的慶日是8月23日（在傳統日曆中是8月30日）。

## 敬禮

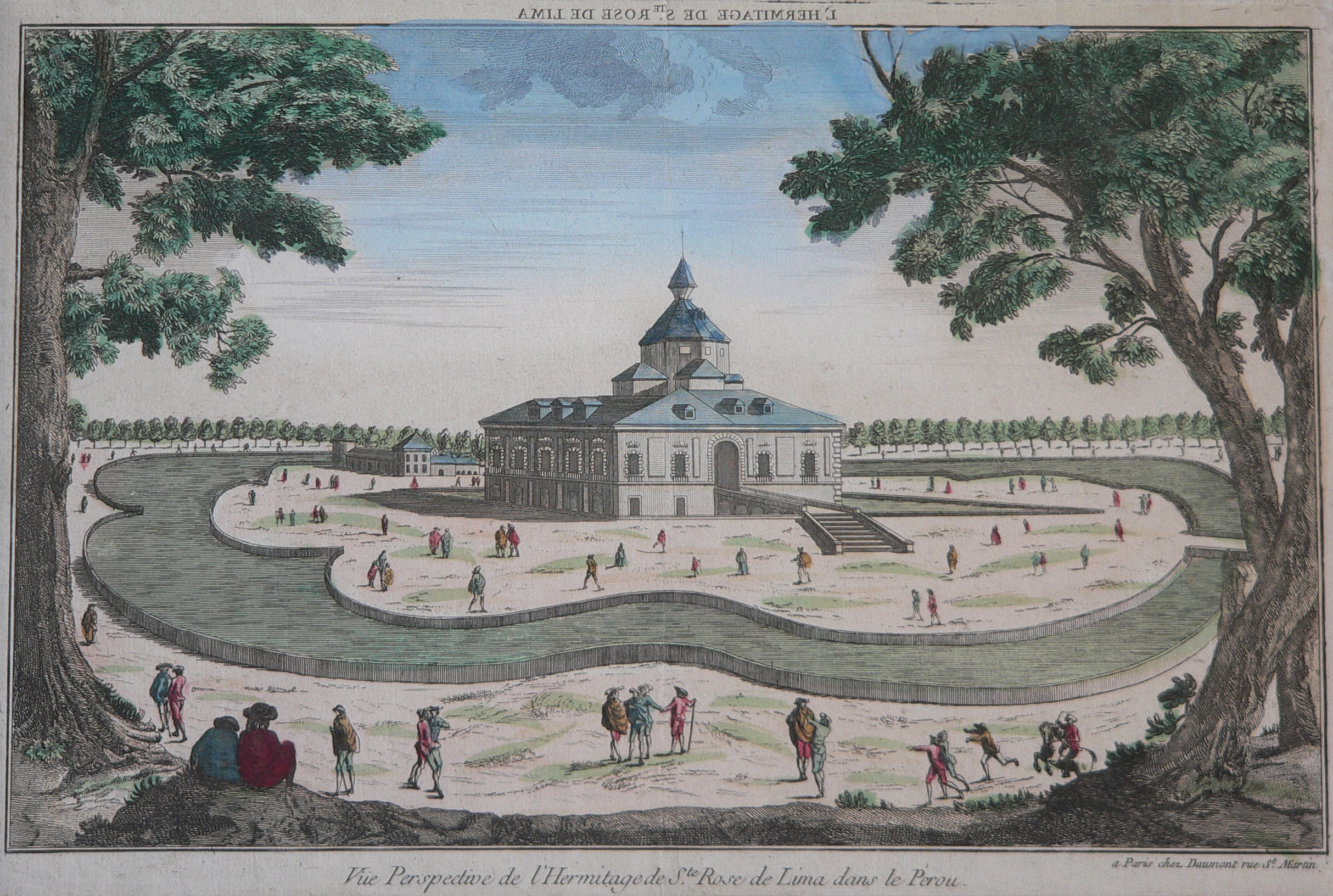
17世紀利馬的聖羅撒修道院

羅撒於1667年5月10日被教宗克勉九世列為真福，並於1671年4月12日被教宗克勉十世列為聖品，成為美洲第一位被天主教會宣布為聖人的人。 她的聖髑，連同她的朋友馬丁·德·波雷斯和若望·瑪西亞斯的聖髑，目前安放在利馬的聖多明哥修道院內。天主教會稱，在她死後發生了許多奇蹟：有故事說她治癒了一位痲瘋病人，而在她去世時，利馬市充滿了玫瑰的香氣；天空中也開始飄落玫瑰花。新大陸的許多地方都以她的名字命名為聖羅莎（Santa Rosa）。

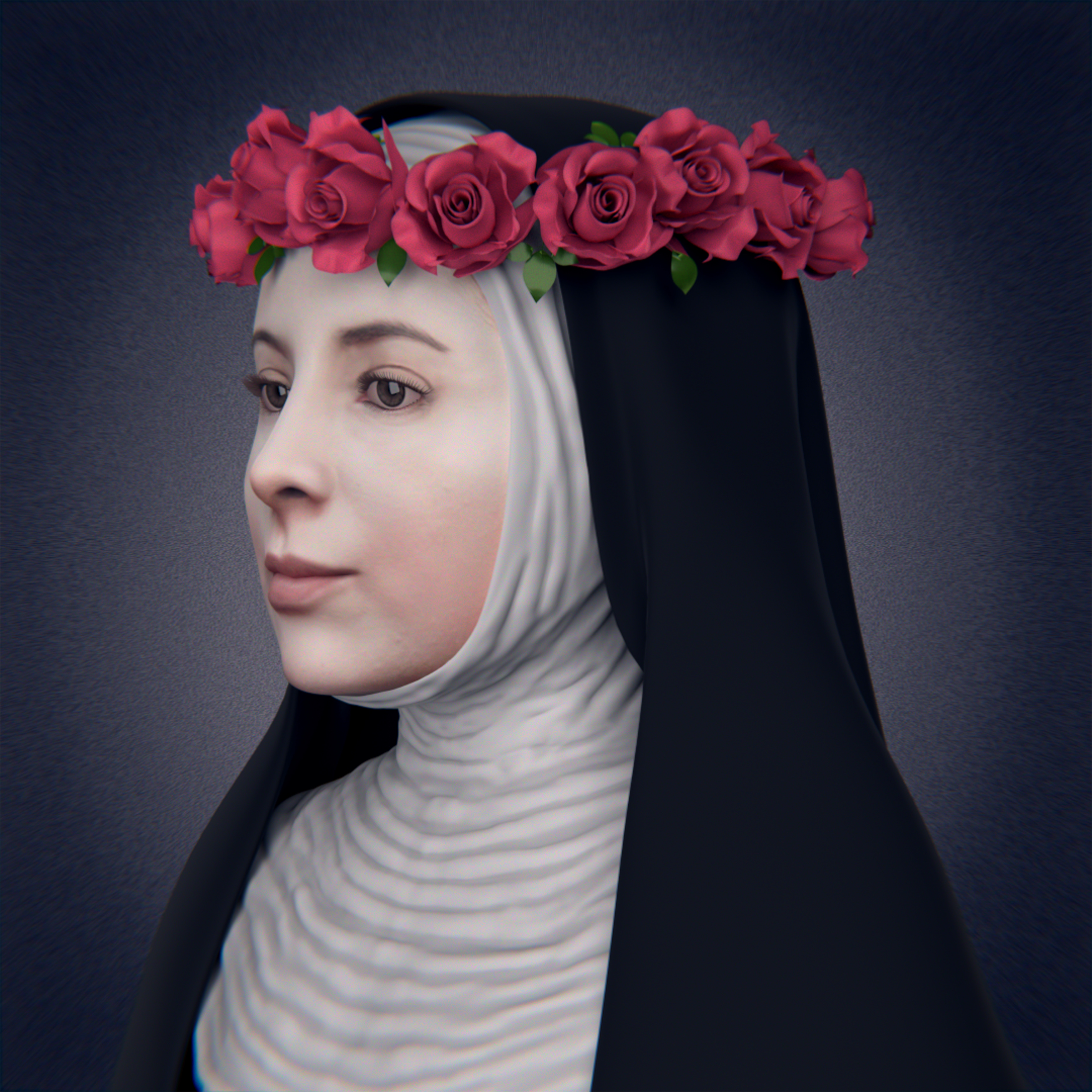
利馬的聖羅撒；面部復原圖

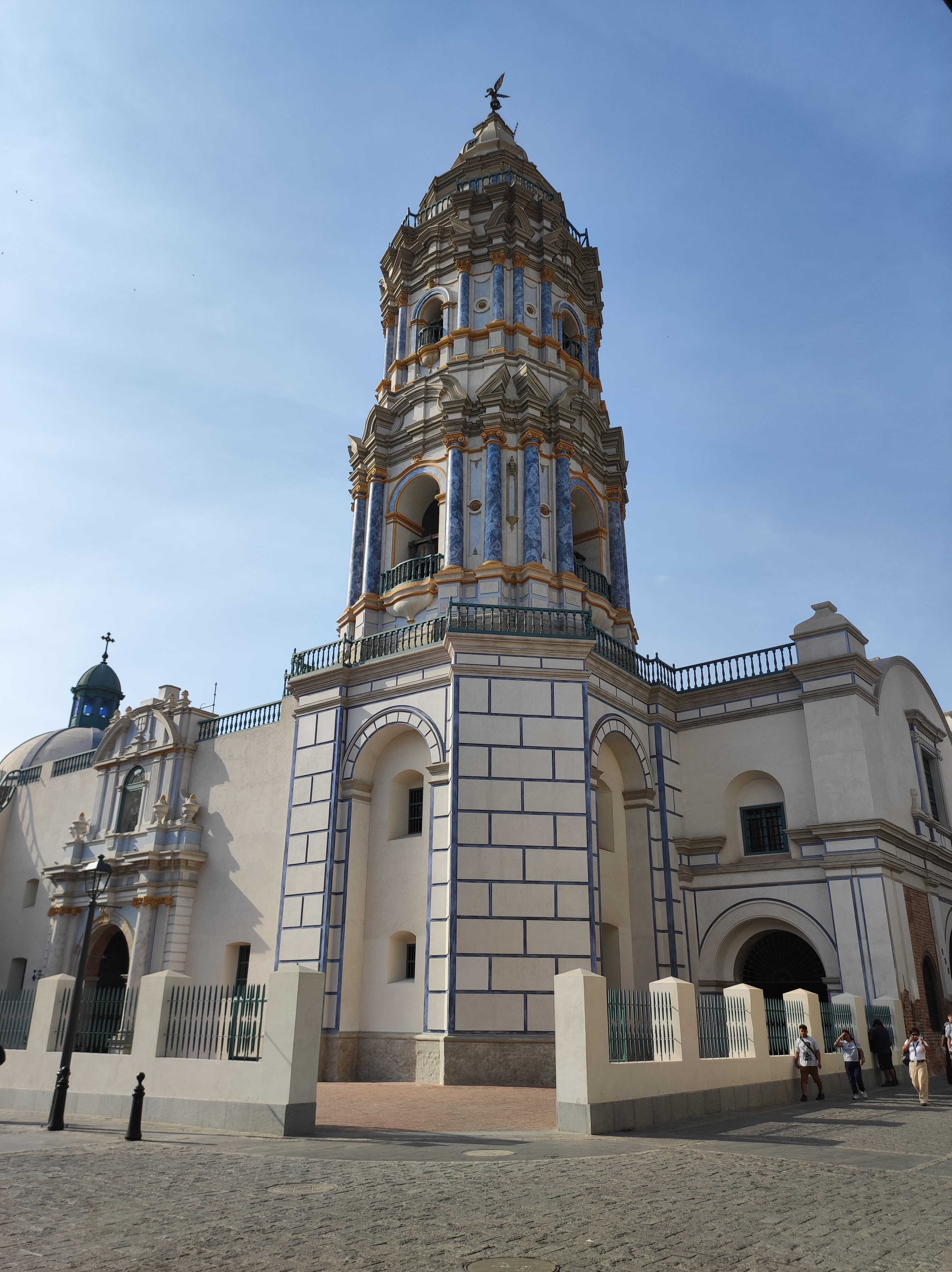
秘魯利馬的聖多明哥聖殿與修道院，聖羅撒的遺骸安息於此

她的禮儀慶日於1729年被加入羅馬普通曆，最初定於8月30日慶祝，因為她的逝世日期8月24日是聖巴爾多祿茂宗徒的慶日，而8月30日是當時最接近且尚未分配給著名聖人的日期。 教宗保祿六世在1969年對日曆的修訂中，將8月23日定為可用的日期，如今全世界（包括西班牙）都在這一天慶祝她的瞻禮日，但秘魯和其他一些拉丁美洲國家除外，在這些國家，8月30日是紀念她的公眾假期。
早期關於羅撒的傳記由道明會士漢森神父（Father Hansen）撰寫，題為《Vita Sanctae Rosae》（《聖羅撒傳》，兩卷，羅馬，1664–1668年）， 以及後來的維森特·奧爾西尼（Vicente Orsini，即後來的教宗本篤十三世）所著的《Concentus Dominicano, Bononiensis ecclesia, in album Sanctorum Ludovici Bertrandi et Rosae de Sancta Maria, ordinero praedicatorum》（《道明會合集，波隆那教會，錄入聖路易·伯特蘭與聖母的羅撒，道明會會士名錄》，威尼斯，1674年）。
在加利福尼亞州薩克拉門托市中心有一個以她命名的公園。 位於第7街和K街交界處的一塊土地由加利福尼亞州第一任州長彼得·伯內特（Peter Hardeman Burnett）贈予天主教會。彼得·安德森神父（Father Peter Anderson）在此建立了教區內最早祝聖的兩座教堂之一，並以聖羅撒為主保。
在加勒比海的雙島國家千里達及托巴哥，位於阿里馬的聖羅莎加勒比社區是島上最大的原住民組織。 西班牙港教區第二古老的堂區也以這位聖人命名。位於阿里馬鎮的聖羅莎教堂（Santa Rosa Church）於1786年4月20日成立，當時名為阿里馬的聖羅莎印第安傳教區（Indian Mission of Santa Rosa de Arima），建立在1749年由嘉布遣會早前建立的一個傳教站的基礎上。
在加勒比海島嶼聖盧西亞，有兩個由其協會支持的花卉節。每個協會都有一位主保聖人，其慶日即為盛大慶典之日。對於玫瑰會（Roses）來說，慶典是8月30日的利馬聖羅撒慶日；對於瑪格麗特會（Marguerites）來說，則是10月17日的聖瑪加利大·瑪利亞·亞拉高（St. Margaret Mary Alacoque）慶日。
羅撒的頭骨，頂戴著玫瑰花冠，與聖馬丁·德·波雷斯的頭骨一同在秘魯利馬的聖殿公開展示。按照慣例，軀幹保存在聖殿內，而頭顱則在全國各地傳遞展示。
在某些地方，她也在8月24日受到紀念。

### 主保
聖羅撒是美洲、 美洲原住民以及秘魯的主保聖人，特別是利馬市、荷蘭錫塔德、東印度群島和菲律賓的主保。

## 影響

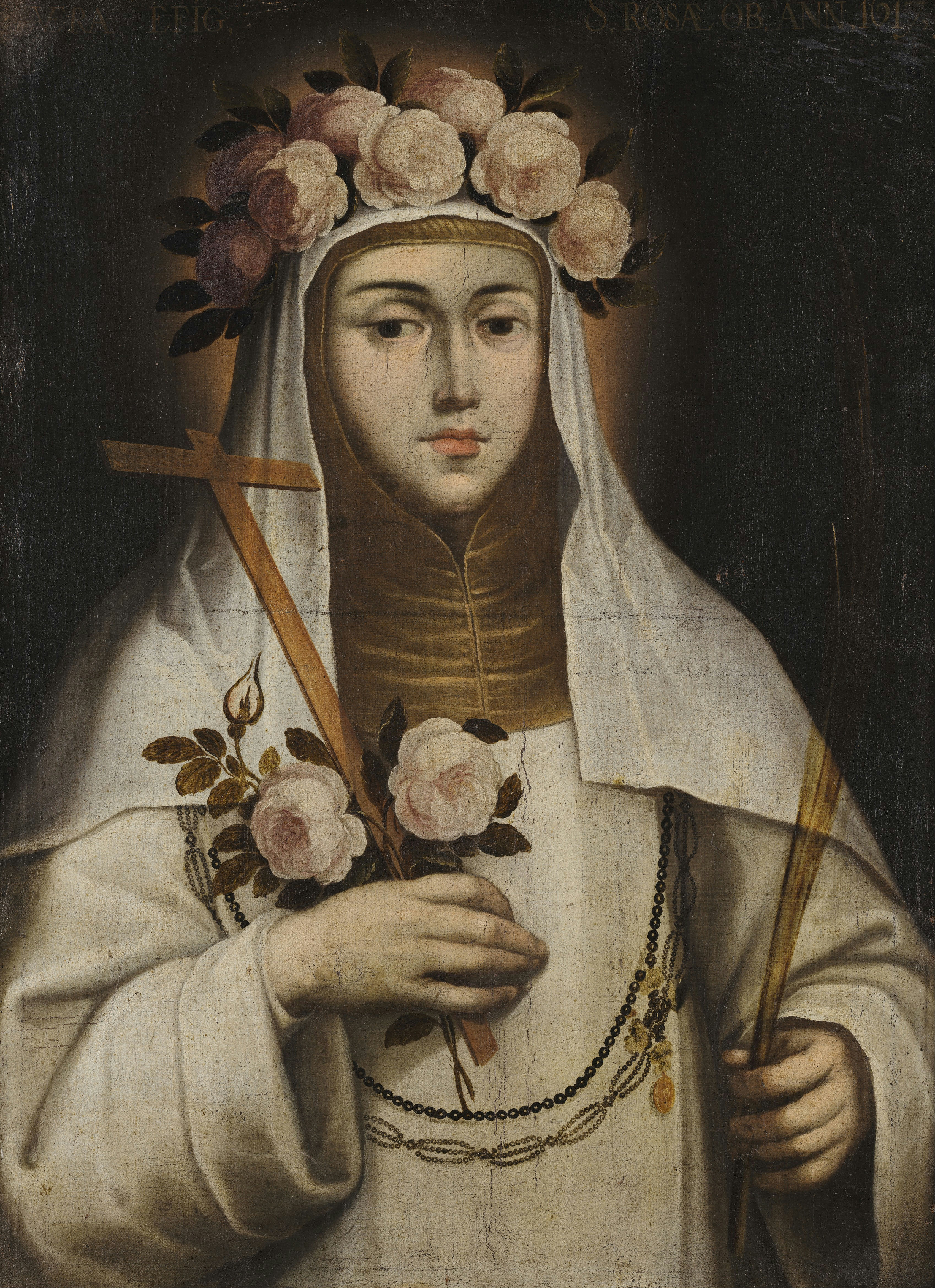
哥倫比亞畫家格雷戈里奧·巴斯克斯·德·阿爾塞·塞瓦略斯 (Gregorio Vásquez de Arce y Ceballos) 所繪的殖民時期聖羅撒畫像 (1680年)。波哥大殖民藝術博物館。

每年八月的最後一個週末，新墨西哥州迪克森會慶祝聖羅莎節（Fiesta de Santa Rosa），荷蘭錫塔德則會慶祝聖羅莎節（Sint Rosa Festival）。此外，在荷蘭西貝，當地的青年會（Jonkheid）會在8月23日之後的第一個星期六豎立一根獻給聖羅撒的五月柱。
2016年7月25日，流亡的天主教國王基蓋利五世在盧旺達王室創設了利馬的聖羅撒男爵爵位。
以下地點設有以她為主保的堂區：

### 亞洲
- 印度喀拉拉邦切賴
- 菲律賓南甘馬粦省皮利 Anayan [20]
- 菲律賓帕西格市 Bagong Ilog 及 Sumilang
- 菲律賓內湖省聖羅莎
- 菲律賓新怡詩夏省聖羅莎
- 菲律賓宿霧省阿爾科伊 聖羅莎德利馬
- 菲律賓宿霧省丹班塔揚 聖羅莎德利馬
- 菲律賓黎剎省特雷莎 利馬的聖羅撒

### 澳洲
- 澳大利亞南澳大利亞州卡彭達[21]
- 澳大利亞新南威爾斯州科拉羅伊高原
- 澳大利亞維多利亞州羅斯代爾

### 歐洲
- 荷蘭錫塔德
- 荷蘭西貝
- 英國伯明翰威利城堡

### 北美洲
- 加拿大新不倫瑞克省阿卡迪亞半島
- 加拿大安大略省多倫多
- 加拿大不列顛哥倫比亞省蘇克[22]
- 加拿大曼尼托巴省聖羅斯杜拉克
- 墨西哥瓦哈卡州 Santa Rosa de Juarez
- 墨西哥瓜納華托州塞拉亞 Santa Rosa de Lima 教堂
- 美國亞利桑那州薩福德
- 美國加利福尼亞州丘拉維斯塔[23]
- 美國加利福尼亞州克羅基特[24]
- 美國加利福尼亞州梅伍德[25]
- 美國加利福尼亞州帕索羅布爾斯[26]
- 美國加利福尼亞州羅斯維爾[27]
- 美國加利福尼亞州聖羅莎[28]
- 美國加利福尼亞州西米谷[29]
- 美國科羅拉多州比尤納維斯塔[30]
- 美國康涅狄格州梅里登[31]
- 美國康涅狄格州紐黑文 (2022年關閉)
- 美國康涅狄格州紐敦[32]
- 美國佛羅里達州米爾頓
- 美國佛羅里達州邁阿密海岸
- 美國伊利諾伊州蒙特羅斯[33]
- 美國伊利諾伊州昆西[34]
- 美國印第安納州富蘭克林[35]
- 美國愛荷華州丹尼森[36]
- 美國堪薩斯州大本德[37]
- 美國堪薩斯州弗農山
- 美國肯塔基州克洛弗波特[33]
- 美國肯塔基州斯普林菲爾德[38]
- 美國緬因州傑伊[39]
- 美國馬里蘭州巴爾的摩[40]
- 美國馬里蘭州蓋瑟斯堡[41]
- 美國馬薩諸塞州切爾西
- 美國馬薩諸塞州奇科皮[42]
- 美國馬薩諸塞州諾斯伯勒[43]
- 美國馬薩諸塞州托普斯菲爾德[44]
- 美國密歇根州黑斯廷斯
- 美國明尼蘇達州羅斯維爾[45]
- 美國密蘇里州德索托[46]
- 美國蒙大拿州狄龍
- 美國內華達州里諾[47]
- 美國新罕布什爾州利特爾頓
- 美國新澤西州貝爾馬
- 美國新澤西州東哈諾瓦[48]
- 美國新澤西州哈登海茨
- 美國新澤西州弗里霍爾德[49]
- 美國新澤西州肖特希爾斯
- 美國紐約州布法羅[50]
- 美國紐約州福雷斯特維爾
- 美國紐約州利馬[51]
- 美國紐約州馬薩佩夸[52]
- 美國紐約州紐約市
- 美國紐約州北錫拉丘茲[53]
- 美國紐約州皇后區洛克威海灘[54]
- 美國北達科他州希爾斯伯勒
- 美國奧克拉荷馬州佩里
- 美國俄亥俄州辛辛那提
- 美國俄亥俄州聖羅斯
- 美國俄亥俄州佩里斯堡[55]
- 美國俄亥俄州利馬[56]
- 美國賓夕法尼亞州阿爾圖納[57]
- 美國賓夕法尼亞州卡本代爾
- 美國賓夕法尼亞州埃迪斯通
- 美國蒙大拿州狄龍
- 美國賓夕法尼亞州北威爾斯
- 美國賓夕法尼亞州約克
- 美國田納西州默弗里斯伯勒[58]
- 美國得克薩斯州安迪斯[59]
- 美國得克薩斯州休斯敦[60]
- 美國得克薩斯州聖安東尼奧[61]
- 美國猶他州萊頓[62]
- 美國華盛頓州切尼[63]
- 美國威斯康星州古巴城[64]
- 美國威斯康星州密爾沃基
- 美國得克薩斯州貝納維德斯[65]
- 美國密西西比州貝聖路易斯

### 南美洲
- 阿根廷布宜諾斯艾利斯 利馬的聖羅撒聖殿聖所（西班牙语：Basílica Santuario de Santa Rosa de Lima）
- 蘇里南帕拉馬里博 聖羅撒教堂 [66]
- 千里達及托巴哥阿里馬
- 秘魯利馬

### 中美洲及加勒比地區
- 美國波多黎各林孔[67]
- 美國波多黎各聖胡安 維納斯花園 [68]
- 古巴比亞克拉拉省蘭丘埃洛
- 巴拿馬科隆省聖羅莎
- 薩爾瓦多拉烏尼翁省聖羅莎德利馬
- 薩爾瓦多聖安娜省聖羅莎瓜奇皮林

## 圖集

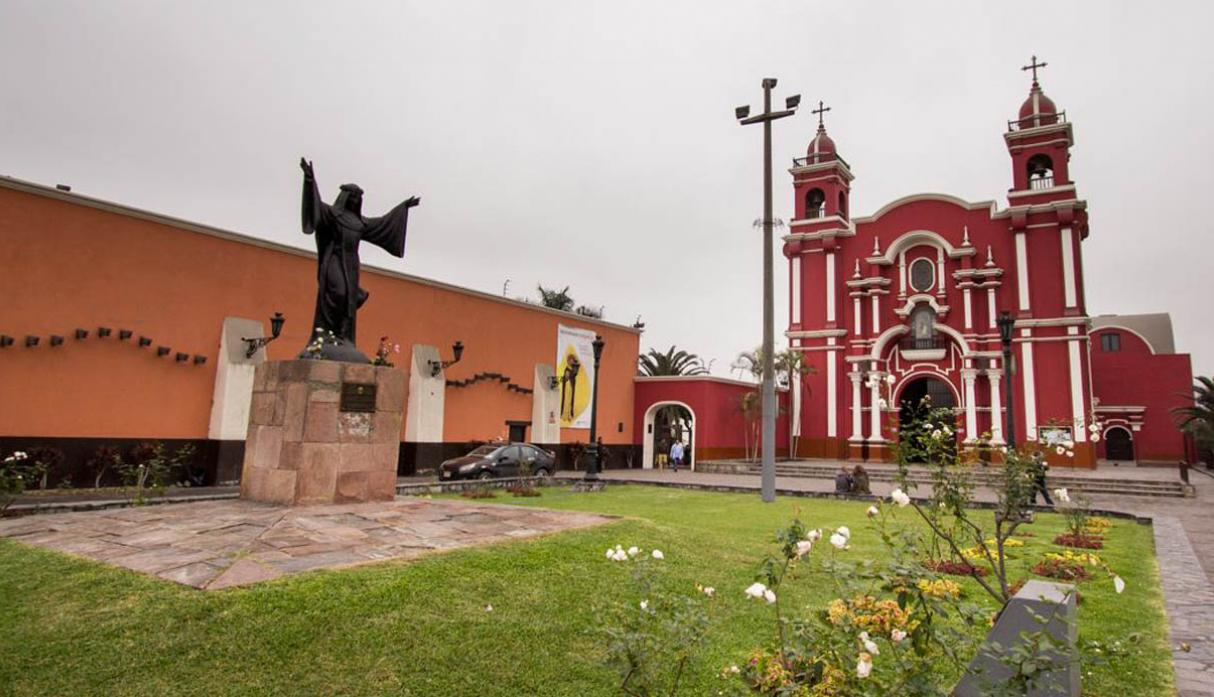
位於利馬的聖殿、聖所及修道院，她曾在此居住
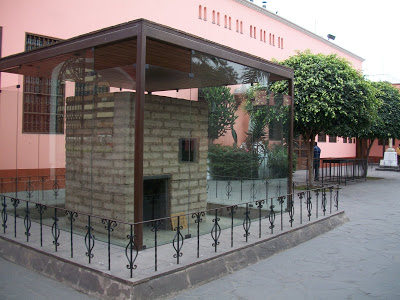
她將後院的一個小棚屋改建成隱修廬，常在此祈禱
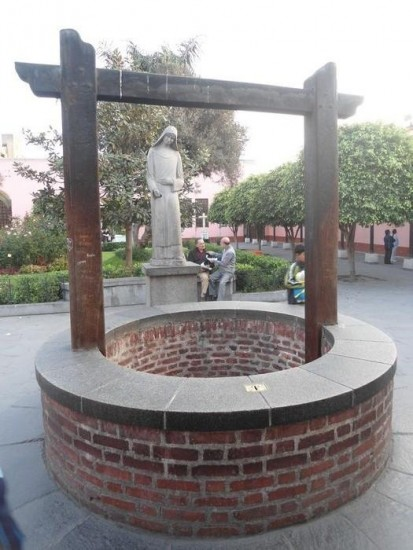
著名的水井，信徒們將信件投入井中以紀念聖羅撒
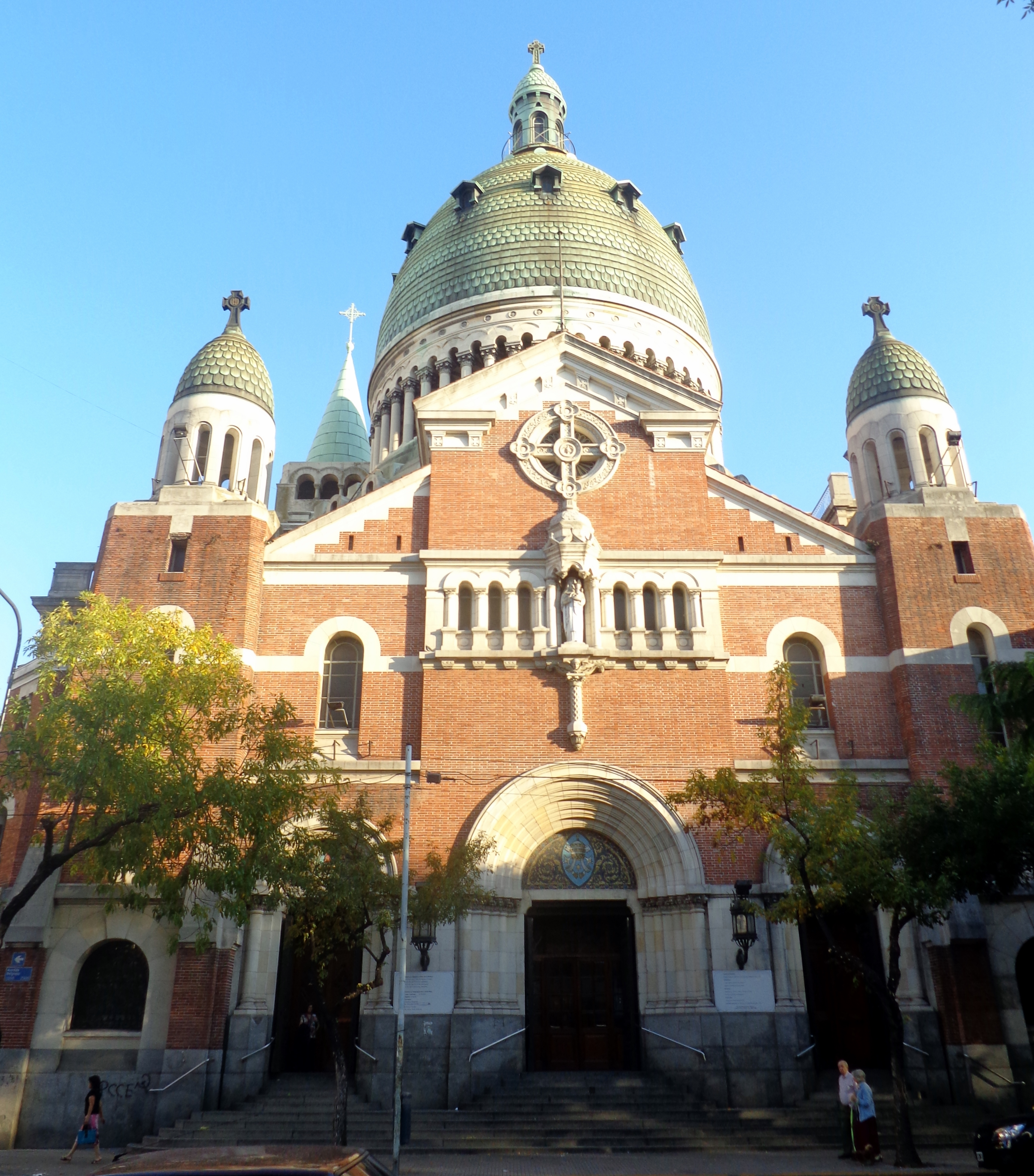
位於布宜諾斯艾利斯的利馬的聖羅撒聖殿聖所
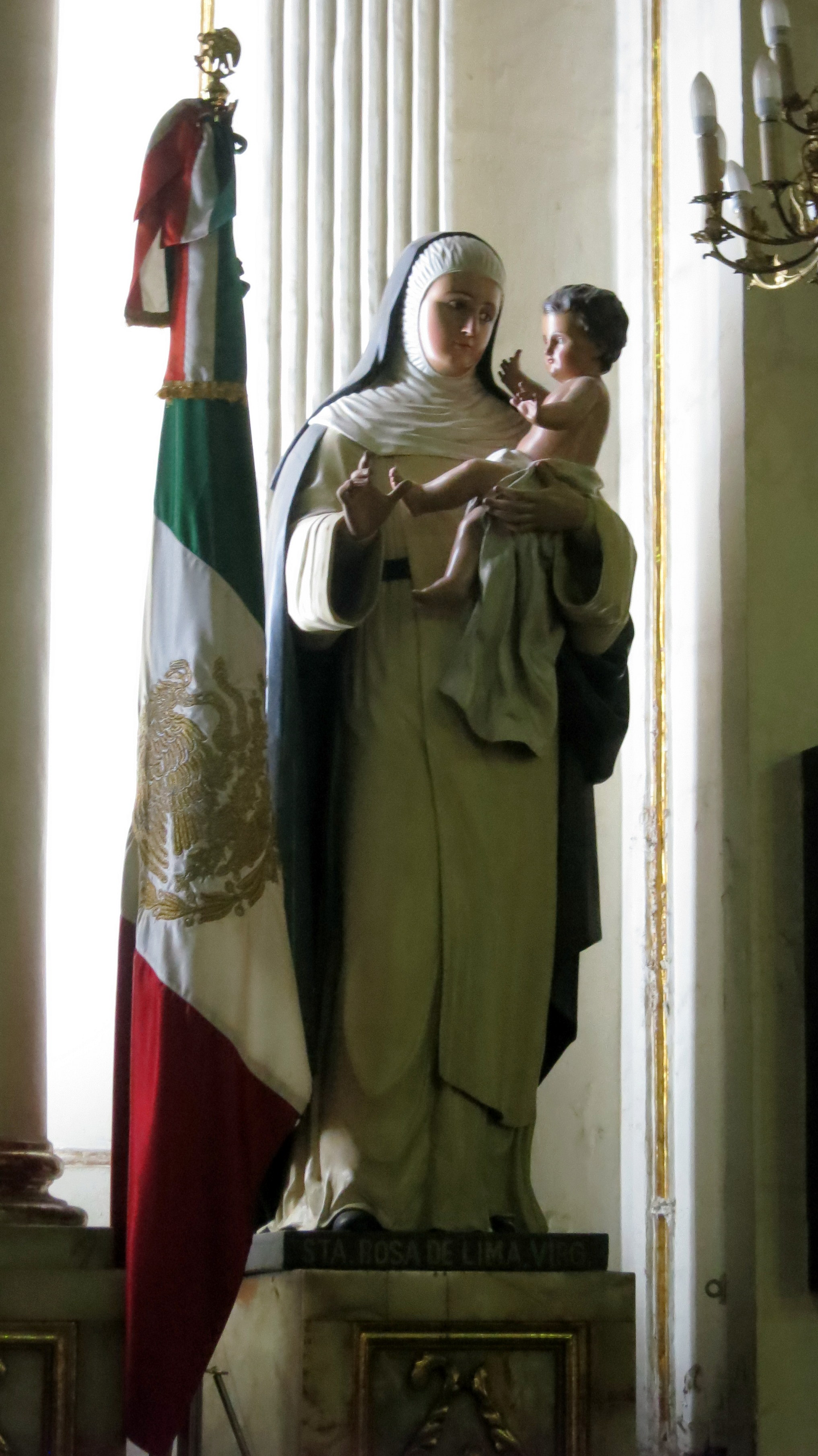
位於瓜達拉哈拉的至聖聖母升天主教座堂內的聖羅撒雕像

## 延伸閱讀
- José Flores Araoz, et al. Santa Rosa de Lima y su tiempo. Lima: Banco de Crédito del Perú 1995.
- Manuscript of the Life of St. Rose of Lima
- Luis Getino, O.P. Santa Rosa de Lima, patrona de América: su retrato corporal y su talla intelectual según nuevos documentos. Madrid: M. Aguilar 1943.
- Teodoro Hampe Martínez. "Santa Rosa de Lima y la identidad criolla en el Perú colonial" (essay of interpretation), Revista de Historia de América, No. 121 (January – December, 1996), pp. 7–26
- Leonardo Hansen, Vida admirable de Santa Rosa de Lima, translated by Fr. Jacinto Parra. Lima: Centro Católico 1895.
- Fernando Iwasaki Canti. "Mujeres borde de la perfección: Rosa de Santa María y las alumbradas de Lima," Hispanic American Historical Review 73, no. 4 (1993):581–613.
- Pedro de Loayza, O.P. Vida ad Santa Rosa de Lima (1619) Reprint, Lima: Iberia, S.A. 1965.
- Ronald J. Morgan, "Heretics by Sea, Pagans by Land: St. Rosa de Lima and the Limits of Criollismo in Colonial Peru", chapter 4 of Spanish American Saints and the Rhetoric of Identity. Tucson: University of Arizona Press 2002, pp. 67–97.
- Tomás Polvorosa López, "La canonización de Santa Rosa de Lima a través del Bullarium Ordinis F.F. Pratedictorum" in Actas del I Congreso Internacional sobre los Dominicos y el Nuevo Mundo, pp. 603–639. Madrid: Editorial DEIMoS 1987.
- Marian Storm. "The Life of St. Rose: First American Saint and Only American Woman Saint", ISBN 978-1258802653
- Rubén Vargas Ugarte, S.J. Vida de Santa Rosa de Lima. 3d edition. Buenos Aires: Imprenta López 1961.